# Girls (serie de televisión)
Girls es una serie de televisión estadounidense que comenzó a emitirse en la cadena HBO el 15 de abril de 2012 y tuvo seis temporadas. Esta serie creada y protagonizada por Lena Dunham, es una tragicomedia sobre un grupo de veinteañeras que viven en Nueva York. La idea de la serie surgió de una experiencia real de Lena Dunham.
La serie terminó su emisión el 16 de abril de 2017, un día después del quinto aniversario de su estreno.

## Sinopsis
Hannah aspira a ganarse la vida escribiendo. Mientras tanto trabaja como becaria sin cobrar. De un día para otro, sus padres le comunican que no piensan mantenerla más. La serie arranca ese día fatídico y sigue la vida de Hannah y sus amigas en Brooklyn, Nueva York. Entre otras, Marnie, asistente de una galería de arte y primas Jessa y Shoshanna.
Algunos de los problemas a los que se enfrenta Hannah están basados en las experiencias vitales de Lena Dunham, incluyendo el que sus padres dejasen de mantenerla y el deseo de convertirse en escritora.

## Reparto
Varias de las actrices que interpretan a las amigas de Hannah son hijas de personajes famosos de la industria del entretenimiento. Jemima Kirke, amiga del instituto de Lena Dunham, es hija de Simon Kirke, batería de la banda Bad Company. Zosia Mamet hija del guionista David Mamet y la actriz Lindsay Crouse, nieta del guionista Russel Crouse y bisnieta del escritor y pedagogo John Erskine. Allison Williams es hija de Brian Williams, presentador de las noticias vespertinas de la cadena estadounidense NBC.

### Personajes principales
- Lena Dunham como Hannah Horvath: veinteañera aspirante a escritora viviendo en Greenpoint, Brooklyn. (2012-2017)[6]
- Allison Williams como Marnie Michaels: la mejor amiga de Hannah y, al comienzo de la primera temporada, su compañera de piso. (2012-2017)[7]
- Jemima Kirke como Jessa Johansson: la prima británica de Shoshanna y amiga de Hannah. (2012-2017)[8]
- Zosia Mamet como Shoshanna Shapiro: la alegre e inocente prima estadounidense de Jessa. (2012-2017)[9]
- Adam Driver como Adam Sackler: el amante de Hannah, actor y artista. (2012-2017)[10]

### Personajes recurrentes
- Christopher Abbott es Charlie: el novio de Marnie al comienzo de la primera temporada.
- Alex Karpovsky como Ray Ploshansky: mejor amigo de Charlie, mánager de Café Grumpy.
- Andrew Rannells es Elijah: el novio que Hannah tuvo en la universidad y resulta ser gay.
- Becky Ann Baker y Peter Scolari son Loreen y Tad Horvath: los padres de Hannah, dos profesores en East Lansing. En el episodio piloto de la serie cenan con Hannah para comunicarle que han decidido dejar de mantenerla, en un intento de que consiga convertirse en una escritora.
- Kathryn Hahn y James LeGros son Katherine and Jeff Lavoyt: los padres de las niñas que cuida Jessa.
- Chris O'Dowd es Thomas-John: rico inversor que termina casándose con Jessa al final de la primera temporada de la serie.

## Episodios
| Temporada | Temporada | Episodios | Episodios | Emisión original      | Emisión original    |
| Temporada | Temporada | Episodios | Episodios | Primera emisión       | Última emisión      |
| --------- | --------- | --------- | --------- | --------------------- | ------------------- |
|           | 1         | 10        | 10        | 15 de abril de 2012   | 17 de julio de 2012 |
|           | 2         | 10        | 10        | 13 de enero de 2013   | 17 de marzo de 2013 |
|           | 3         | 12        | 12        | 12 de enero de 2014   | 23 de marzo de 2014 |
|           | 4         | 10        | 10        | 11 de enero de 2015   | 22 de marzo de 2015 |
|           | 5         | 10        | 10        | 21 de febrero de 2016 | 17 de abril de 2016 |
|           | 6         | 10        | 10        | 12 de febrero de 2017 | 16 de abril de 2017 |

## Doblaje
| Personaje         | Actor Original     | Actor de doblaje (Hispanoamérica) | Temporadas     | Actor de doblaje (España) | Temporadas     |
| ----------------- | ------------------ | --------------------------------- | -------------- | ------------------------- | -------------- |
| Hannah Horvath    | Lena Dunham        | Mayra Arellano                    | 1.ª - 3.ª      | Sara Polo                 | 1.ª - 6.ª      |
| Hannah Horvath    | Lena Dunham        | Analiz Sánchez                    | 4.ª - 6.ª      | Sara Polo                 | 1.ª - 6.ª      |
| Marnie Michaels   | Allison Williams   | Gaby Ugarte                       | 1.ª - 3.ª      | Olga Velasco              | 1.ª - 6.ª      |
| Marnie Michaels   | Allison Williams   | Mariana Ortíz                     | 4.ª - 6.ª      | Olga Velasco              | 1.ª - 6.ª      |
| Adam Sackler      | Adam Driver        | Ricardo Bautista                  | 1.ª - 6.ª      | Fernando Cabrera          | 1.ª - 6.ª      |
| Jessa Johansson   | Jemima Kirke       | Annette Ugalde                    | 1.ª            | Inés Blázquez             | 1.ª - 6.ª      |
| Jessa Johansson   | Jemima Kirke       | Nallely Solís                     | 2.ª - 6.ª      | Inés Blázquez             | 1.ª - 6.ª      |
| Shoshanna Shapiro | Zosia Mamet        | Angélica Villa                    | 1.ª - 6.ª      | Pilar Martín              | 1.ª - 6.ª      |
| Ray Ploshansky    | Alex Karpovsky     | Edson Matus                       | 1.ª - 6.ª      | David Robles              | 1.ª - 6.ª      |
| Elijah Krantz     | Andrew Rannells    | Víctor Ugarte                     | 1.ª - 6.ª      | Iván Muelas               | 1.ª - 6.ª      |
| Charlie           | Christopher Abbott | Alan Prieto                       | 1.ª - 2.ª, 5.ª | Aitor González            | 1.ª - 2.ª, 5.ª |
| Thomas-John       | Chris O'Dowd       | Dafnis Fernández                  | 1.ª - 2.ª      | David García Vázquez      | 1.ª - 2.ª      |
| Loreen Horvath    | Becky Ann Baker    | Anabel Méndez                     | 1.ª - 6.ª      | Isabel Donate             | 1.ª - 6.ª      |
| Tad Horvath       | Peter Scolari      | Carlos Hernández                  | 1.ª - 6.ª      | Chema Lara                | 1.ª - 5.ª      |
| Tad Horvath       | Peter Scolari      | Carlos Hernández                  | 1.ª - 6.ª      | Txema Moscoso             | 6.ª            |

## Recepción

### Críticas
En general, las críticas han alabado esta serie por su realismo, humor y frescura.
James Poniewozik de Time alabó esta serie diciendo que era "natural, audaz, llena de matices y a veces hilarante".
Por su parte, algunos medios como Glamour, The Washington Post, ABC o La Vanguardia han calificado a la serie como "la voz de una generación" en consonancia con una de las frases que se dijeron en el episodio piloto, asegurando que muestra la forma de vida y el pensamiento de la Generación Y o millenial. Otros medios, como El Español han alabado su atrevimiento al romper con el estereotipo de las series que muestran la vida en Nueva York como algo ideal y perfecto.
La serie también ha sido alabada por la crítica debido a su forma de ayudar a situaciones sociales como la normalización de la sexualidad; el cuestionamiento de los cánones de belleza; la naturalidad con la que se abordan algunos trastornos mentales; su mensaje feminista o la autoestima.
Sin embargo, John Cook describió la serie en Gawker negativamente: "programa de televisión sobre niños de papá y música mala y Facebook y sobre qué difícil es saber quién eres y [...] el cansancio de teatralizar tu propia vida, pretendiendo ser alguien que comprende el vacío existencial y el narcisismo de esa misma caracterización".
El diario británico The Guardian publicó un artículo, en el cual se acusa a la serie de fomentar el lenguaje sexista mediante el uso de términos misóginos, como lo son "coño", "puta", "perra", o "ser un hombre", desde el rotativo se apuntó que este tipo de expresiones desvirtuan cualquier tipo de intención feminista del programa y de su propia creadora, Lena Dunham. La cabecera inglesa también señaló a la serie por su falta de diversidad racial (algo que ha sido criticado desde el primer capítulo en diferentes medios), y por lo que se llamó como una "política conservadora con respecto a la sexualidad y el romance", en la cual, de acuerdo con la opinión del Guardian se muestra a la pareja como "heterógenea, posesiva y directa".
Por otro lado, también se ha criticado a la serie por mostrar una imagen desvirtuada de la mujer, en el que las chicas aparecen como un tipo de personas que no se responsabilizan de sus vidas, se muestran perdidas, no toman decisiones racionales, culpan a otras personas de sus problemas y en ocasiones se pierden el respeto propio con tal de lograr algún objetivo determinado.

### Controversias
El episodio piloto de la serie fue criticado por tener un reparto que se compone exclusivamente de personas blancas, a pesar de desarrollarse en Nueva York, una ciudad en la que conviven personas de etnias distintas. Los únicos actores negros que aparecen en el episodio piloto son un vagabundo y un taxista y la única actriz asiática tiene la única característica de ser buena con Photoshop. Lena Dunham ha concedido entrevistas en las que ha hablado de la cuestión de la diversidad étnica en la serie y dijo que esta cuestión sería enmendada en la segunda temporada de la serie. 
A lo largo de la historia de la serie, la falta de diversidad étnica fue uno de los temas que más se utilizaron para señalarla, ya que se consideró que únicamente retrataba un mundo de mujeres blancas de clase alta, y olvidaba a otros colectivos como lo son las comunidades afroamericanas, de inmigrantes o a la clase obrera. En una entrevista al programa neoyorquino The Breakfast Club, Lena Dunham justificó la falta de diversidad en la serie, asegurando que en el momento de escribirla no tenía la información suficiente para abordar la perspectiva de raza en la serie, y que con el paso del tiempo había adquirido esos conocimientos pese a no estar presentes en la historia de Girls, además de mencionar que las mujeres blancas no tenían un buen historial en la inclusión de mujeres negras en sus luchas.
En marzo de 2013 se desató otra polémica con la serie tras la emisión del capítulo On All Fours, en el cual ocurrió una escena de "sexo no consensuado" en la que se observa a personaje derramando líquido seminal encima de una mujer, si bien, la escena fue censurada parcialmente por los productores, este hecho provocó una discusión entre diversos sectores sobre los límites de mostrar imágenes sexuales en la televisión, otro punto crítico fue la violencia ejercida durante el suceso, pues se consideró que pudo haber traspasado la línea entre una práctica sexual común y un acto de violación. Tras esto, Lena Dunham concedió una entrevista a Los Angeles Times, en ella justificó el momento de la historia, alegando que se había tratado de un malentendido referido a las formas de comunicación de los dos personajes a la hora de consensuar el acto sexual.
En febrero de 2017 tras la emisión del capítulo American Bitch, hubo otra controversia, pues el episodio mostró la forma en que se relacionan el abuso del poder, el consentimiento y el acoso sexual, si bien, en esta ocasión no se mostró ningún tipo de violencia como si ocurrió en On All Fours, sí que hubo un momento de contacto con genitales masculinos, a un episodio que ya era polémico por su trama, se le añadió el haber sido transmitido en un momento en el cual se comenzaba a debatir el tema de los abusos sexuales en Hollywood, de hecho, hubo coincidencia con el momento en el cual el actor Casey Affleck, señalado de cometer abusos, recogía el premio a mejor actor en los Óscar. Además, el capítulo hizo una inmersión en otros fenómenos sociales que se hicieron más constantes como consecuencia de los abusos sexuales entre personalidades del espectáculo, como lo son los juicios mediáticos o los límites del consentimiento en las relaciones.

### Influencia cultural
Girls ha sido considerada como una serie que se ha encargado de difundir la realidad de la generación millennial, la cual ha sido mostrada como un colectivo que se encuentra ante retos económicos, políticos y sociales, los cuales han provocado que el proceso de crecimiento y madurez se alargue hasta alrededor de los 30 años de edad. Por otro lado, la imagen mostrada hace que algunos personajes lleguen a ser considerados como "irritantes" por la forma en que aparecen retratados en la pantalla.
Uno de los fenómenos que más se han mostrado en esta serie es el cambio laboral y la falta de estabilidad profesional, aunque en este caso, los impulsos de renunciar a un trabajo e iniciar otro se ven influenciados por las carreras de las protagonistas, quienes se desempeñan en profesiones relacionadas con el mundo de las humanidades y las artes creativas, esto ha ayudado a plantear la diferencia entre el nivel de vida de las nuevas generaciones respecto a sus predecesoras, mostrando a la juventud como un colectivo que vive de forma más austera y con problemas económicos.
La serie ha sido considerada como un vehículo en el cual se ha tratado de difundir ideas feministas, este discurso ha sido reforzado por el protagonismo femenino y por mostrar situaciones como lo son el acoso sexual o la desigualdad laboral. El ideario feminista de Girls se ha visto reforzado por el cuestionamiento ante lo que se considera como una vida perfecta para una mujer, ya que en este caso, los personajes se encuentran alejados de los estereotipos habituales. Incluso, algunos temas como la maternidad son mostrados como procesos femeninos y en los cuales no debe ser necesaria la presencia de un padre. Sin embargo, las intenciones feministas de la serie han sido atacadas, pues se considera que en ocasiones muestra a unos personajes femeninos demasiado dependientes de las figuras masculinas e irresponsables.
Otro de los hechos en los cuales se ha destacado la influencia de la serie, ha sido en el hecho de normalizar los cuerpos humanos, en este caso, suele ser habitual que aparezcan escenas de desnudos por parte de sus protagonistas, en ellos se observan imágenes que distan mucho de la perfección de cuerpos que se ha visto en otros programas, este hecho se considera como una herramienta que ha permitido la normalización de la práctica sexual en la pantalla televisiva. Por lo tanto, se considera como un vehículo difusor de ideas como la libertad o la diversidad sexual.
Algunas de los comentarios hacia la influencia cultural de Girls están directamente relacionados con los problemas de la generación que representa, especialmente respecto al individualismo y la falta de cohesión del grupo, si bien, el conjunto de amigas mantienen una relación estable, lo más habitual es que cada una tome su camino e incluso lleguen a perjudicar a las demás si este suceso les beneficia, ya que, se le da una mayor importancia al individuo que al grupo, a diferencia de lo mostrado en programas sobre generaciones anteriores.

### Premios
| Año  | Premios                                     | Categoría                                                               | Nominados                                | Resultados | Notas                           |
| ---- | ------------------------------------------- | ----------------------------------------------------------------------- | ---------------------------------------- | ---------- | ------------------------------- |
| 2012 | 2.º Premios de la Crítica Televisiva        | Critics' Choice Television premio a la mejor serie cómica               | Girls                                    | Nominada   |                                 |
| 2012 | 2.º Premios de la Crítica Televisiva        | Critics' Choice Television Premio a la mejor actriz de una serie cómica | Lena Dunham                              | Nominada   |                                 |
| 2012 | 28th Television Critics Association Awards  | TCA premio a nuevos programas sobresalientes                            | Girls                                    | Nominada   |                                 |
| 2012 | 28th Television Critics Association Awards  | TCA premio al esfuerzo individual en una comedia                        | Lena Dunham                              | Nominada   |                                 |
| 2012 | 64th Primetime Emmy Awards                  | Mejor serie cómica                                                      | Girls                                    | Nominada   |                                 |
| 2012 | 64th Primetime Emmy Awards                  | Mejor actriz protagonista en una serie cómica                           | Lena Dunham                              | Nominada   | Episodio: "Ella lo hizo"        |
| 2012 | 64th Primetime Emmy Awards                  | Mejor dirección de una serie cómica                                     | Lena Dunham                              | Nominada   | Episodio: "Ella lo hizo"        |
| 2012 | 64th Primetime Emmy Awards                  | Mejor guion de serie cómica                                             | Lena Dunham                              | Nominada   | Episodio: "Piloto"              |
| 2012 | 64th Primetime Emmy Awards                  | Mejor reparto de serie cómica                                           | Jennifer Euston                          | Ganadora   |                                 |
| 2012 | Premios Satellite                           | Mejor serie televisiva – Musical o Comedia                              | Girls                                    | Nominada   |                                 |
| 2012 | Premios Satellite                           | Mejor actriz de serie televisiva – Musical o Comedia                    | Lena Dunham                              | Nominada   |                                 |
| 2012 | 65.º Premios WGA                            | Mejor comedia                                                           | Guionistas                               | Nominada   |                                 |
| 2012 | 65.º Premios WGA                            | Nueva serie                                                             | Guionistas                               | Ganadora   |                                 |
| 2012 | Women's Image Network Awards                | Película o programa de TV escrito por una mujer                         | Lena Dunham                              | Nominada   |                                 |
| 2012 | Women's Image Network Awards                | Película o programa de TV dirigido por una mujer                        | Lena Dunham                              | Nominada   |                                 |
| 2012 | Premios Peabody                             | Área de excelencia                                                      | Girls                                    | Ganadora   |                                 |
| 2013 | 70.os Premios Globo de Oro                  | Mejor serie televisiva – Musical o Comedia                              | Girls                                    | Ganadora   |                                 |
| 2013 | 70.os Premios Globo de Oro                  | Mejor actriz de serie televisiva – Musical o Comedia                    | Lena Dunham                              | Ganadora   |                                 |
| 2013 | 65.º Premios del Sindicato de Directores    | Mejor dirección de televisión – Comedia                                 | Lena Dunham                              | Ganadora   | Episodio: "Piloto"              |
| 2013 | Premios del Sindicato de Directores de Arte | Episodio de una serie de televisión de media hora con una sola cámara   | Judy Becker                              | Ganadora   | Episodio: "Piloto"              |
| 2013 | British Academy Television Awards           | Premio Internacional                                                    | Girls                                    | Ganadora   |                                 |
| 2013 | 3.º Premios de la Crítica Televisiva        | Mejor actriz en una serie de comedia                                    | Lena Dunham                              | Nominada   |                                 |
| 2013 | 3.º Premios de la Crítica Televisiva        | Mejor actor en una serie de comedia                                     | Alex Karpovsky                           | Nominado   |                                 |
| 2013 | 3.º Premios de la Crítica Televisiva        | Mejor actor invitado en una serie de comedia                            | Patrick Wilson                           | Nominado   |                                 |
| 2013 | 65.º Premios Primetime Emmy                 | Mejor serie cómica                                                      | Girls                                    | Nominada   |                                 |
| 2013 | 65.º Premios Primetime Emmy                 | Mejor actriz protagonista en una serie de comedia                       | Lena Dunham                              | Nominada   | Episodio: "Mala amiga"          |
| 2013 | 65.º Premios Primetime Emmy                 | Mejor actor de reparto en una serie de comedia                          | Adam Driver                              | Nominado   | Episodio: "Recaída"             |
| 2013 | 65.º Premios Primetime Emmy                 | Mejor dirección de una serie cómica                                     | Lena Dunham                              | Nominada   | Episodio: "A gatas"             |
| 2013 | 65.º Premios Primetime Emmy                 | Mejor reparto de serie cómica                                           | Jennifer Euston                          | Nominada   |                                 |
| 2014 | 71.os Premios Globo de Oro                  | Mejor serie televisiva – Musical o Comedia                              | Girls                                    | Nominada   |                                 |
| 2014 | 71.os Premios Globo de Oro                  | Mejor actriz de serie televisiva – Musical o Comedia                    | Lena Dunham                              | Nominada   |                                 |
| 2014 | 4.º Premios de la Crítica Televisiva        | Mejor actor invitado en una serie de comedia                            | Andrew Rannells                          | Nominado   |                                 |
| 2014 | 66.os Premios Primetime Emmy                | Mejor actriz protagonista en una serie de comedia                       | Lena Dunham                              | Nominada   | Episodio: "La casa de la playa" |
| 2014 | 66.os Premios Primetime Emmy                | Mejor actor de reparto en una serie de comedia                          | Adam Driver                              | Nominado   | Episodio: "Dos despegues"       |
| 2015 | 72.os Premios Globo de Oro                  | Mejor serie televisiva – Musical o Comedia                              | Girls                                    | Nominada   |                                 |
| 2015 | 72.os Premios Globo de Oro                  | Mejor actriz de serie televisiva – Musical o Comedia                    | Lena Dunham                              | Nominada   |                                 |
| 2015 | 67.os Premios Primetime Emmy                | Mejor actor de reparto en una serie de comedia                          | Adam Driver                              | Nominado   | Episodio: "De cerca"            |
| 2015 | 67.os Premios Primetime Emmy                | Mejor actriz invitada en una serie de comedia                           | Gaby Hoffman                             | Nominada   | Episodio: "Parto en casa"       |
| 2015 | 5.º Premios de la Crítica Televisiva        | Mejor actriz invitada en una serie de comedia                           | Becky Ann Baker                          | Nominada   |                                 |
| 2015 | 5.º Premios de la Crítica Televisiva        | Mejor actor de reparto en una serie de comedia                          | Adam Driver                              | Nominado   |                                 |
| 2016 | 68.os Premios Primetime Emmy                | Mejor actor invitado en una serie de comedia                            | Peter Scolari                            | Ganador    | Episodio: "Buen hombre"         |
| 2016 | 7.º Premios de la Crítica Televisiva        | Mejor actor de reparto en una serie de comedia                          | Allison Williams                         | Nominada   |                                 |
| 2017 | 69.os Premios Primetime Emmy                | Mejor actriz invitada en una serie de comedia                           | Becky Ann Baker                          | Nominada   | Episodio: "Gummies"             |
| 2017 | 69.os Premios Primetime Emmy                | Mejor actor invitado en una serie de comedia                            | Riz Ahmed                                | Nominado   | Episodio: "All I Ever Wanted"   |
| 2017 | 69.os Premios Primetime Emmy                | Mejor actor invitado en una serie de comedia                            | Matthew Rhys                             | Nominado   | Episodio: "American Bitch"      |
| 2017 | 69.os Premios Primetime Emmy                | Mejor supervisión musical                                               | Manish Raval, Jonathan Leahy y Tom Wolfe | Nominados  |                                 |

## Emisión
| País                   | Cadena                   | Premier                  | Referencias |
| ---------------------- | ------------------------ | ------------------------ | ----------- |
| Liga de Estados Árabes | OSN First                | 7 de septiembre de 2012  | [ 53 ]      |
| Australia              | Showcase                 | Mayo de 2012             | [ 54 ]      |
| Bélgica                | Prime                    | 18 de julio de 2012      | [ 55 ]      |
| Brasil                 | HBO Brasil               | 23 de julio de 2012      | [ 56 ]      |
| Canadá                 | HBO Canada               | 15 de abril de 2012      |             |
| Canadá                 | Super Écran (en francés) | 19 de agosto de 2012     | [ 57 ]      |
| Francia                | Orange ciné max          | 18 de septiembre de 2012 | [ 58 ]      |
| Alemania               | Glitz*                   | Octubre de 2012          | [ 59 ]      |
| Islandia               | Stöð 2                   | Junio de 2012            | [ 60 ]      |
| Israel                 | Yes Oh                   | Mayo de 2012             | [ 61 ]      |
| Italia                 | MTV Italia               | 10 de octubre de 2012    |             |
| Nueva Zelanda          | SoHo                     | Mayo de 2012             | [ 62 ]      |
| Noruega                | Canal+                   | 19 de mayo de 2012       | [ 63 ]      |
| Polonia                | HBO Poland               | 30 de julio de 2012      | [ 64 ]      |
| Portugal               | TVSéries                 | 26 de agosto de 2012     |             |
| España                 | Canal+                   | Junio de 2012            | [ 65 ]      |
| Suecia                 | Canal+                   | 19 de mayo de 2012       | [ 66 ]      |
| Reino Unido            | Sky Atlantic             | 22 de octubre de 2012    | [ 67 ]      |